# Conseil de la fédération (Canada)
 (août 2022).
Si vous disposez d'ouvrages ou d'articles de référence ou si vous connaissez des sites web de qualité traitant du thème abordé ici, merci de compléter l'article en donnant les références utiles à sa vérifiabilité et en les liant à la section « Notes et références ».
Pour les autres articles nationaux ou selon les autres juridictions, voir Conseil de la fédération.
Le Conseil de la fédération (en anglais : Council of the Federation) est une institution du Canada comprenant les premiers ministres (chefs de gouvernement) des treize provinces et territoires du Canada. Sa principale fonction est de présenter un front uni des gouvernements provinciaux et territoriaux lors des interactions avec le gouvernement fédéral du Canada. Il prône également la « confédération constructive », travaillant pour l'unité canadienne et reconnaissant les différences entre les différentes provinces et territoires à l'intérieur du système fédéral canadien.

## Fonctionnement
Le Conseil de la fédération se réunit deux fois par an afin de discuter des affaires ayant rapport aux relations intergouvernementales canadiennes — c'est-à-dire ceux entre les provinces et territoires et le gouvernement fédéral.
Le secrétariat du Conseil de la fédération est situé au 360, rue Albert, bureau 630, à Ottawa, dans l'Ontario.

## Histoire
L'idée d'un tel conseil existe depuis longtemps, mais c'est le premier ministre du Québec Jean Charest qui en suggéra la création en préparation aux négociations avec le gouvernement fédéral. Pour la première fois, l'idée fut acceptée par tous les premiers ministres, et le conseil fut formé.
La fondation du Conseil de la fédération fut annoncée le 5 décembre 2003 à Charlottetown, sur l'Île-du-Prince-Édouard. Cette localité avait une importance symbolique parce que Charlottetown est l'endroit où se déroula la conférence de Charlottetown en 1864 ; cette conférence était le premier pas vers la confédération canadienne.
Le premier test de ce front uni arriva du 13 au 16 décembre 2004 lorsque les premiers ministres rencontrèrent le premier ministre Paul Martin afin de discuter de réformes au système de santé universel canadien. Les premiers ministres demeurèrent unis, et à l'issue de la rencontre avaient réussi à obtenir 41 milliards $ en subventions fédérales pour la santé pour dix ans.
Avant l'existence du conseil, il y eut de nombreuses Conférences interprovinciales (et Conférences fédérales-provinciales), la première d'entre elles ayant été initiée par le Premier ministre autonomiste Honoré Mercier en 1887, l'idée étant d'unir les provinces dans leurs revendications afin de leur donner un bon rapport de force pour négocier avec le fédéral. Celles-ci ont eu lieu à intervalles très irréguliers. Une des dernières a été celle de la Déclaration de Calgary de 1997, boudée par le gouvernement du Québec.
En 2010 a eu lieu la première rencontre entre l'association des gouverneurs américain et les membres du conseil de la fédération.

## Sommets
| Année | Ville               | Province / Territoire   | Hôte              |
| ----- | ------------------- | ----------------------- | ----------------- |
| 2003  | Charlottetown       | Île-du-Prince-Edouard   | Pat Binns         |
| 2004  | Vancouver           | Colombie-Britannique    | Gordon Campbell   |
| 2004  | Niagara-on-the-Lake | Ontario                 | Dalton McGuinty   |
| 2004  | Toronto             | Ontario                 | Dalton McGuinty   |
| 2004  | Ottawa              | Ontario                 | Dalton McGuinty   |
| 2004  | Ottawa              | Ontario                 | Dalton McGuinty   |
| 2005  | Banff               | Alberta                 | Ralph Klein       |
| 2006  | Edmonton            | Alberta                 | Ralph Klein       |
| 2006  | St. John's          | Terre-Neuve et Labrador | Danny Williams    |
| 2007  | Moncton             | Nouveau-Brunswick       | Shawn Graham      |
| 2008  | Québec              | Québec                  | Jean Charest      |
| 2009  | Regina              | Saskatchewan            | Brad Wall         |
| 2010  | Winnipeg            | Manitoba                | Greg Selinger     |
| 2011  | Vancouver           | Colombie-Britannique    | Christy Clark     |
| 2012  | Victoria            | Colombie-Britannique    | Christy Clark     |
| 2012  | Halifax             | Nouvelle-Écosse         | Darrell Dexter    |
| 2013  | Niagara-on-the-Lake | Ontario                 | Kathleen Wynne    |
| 2013  | Toronto             | Ontario                 | Kathleen Wynne    |
| 2014  | Charlottetown       | Île-du-Prince-Edouard   | Robert Ghiz       |
| 2015  | St. John's          | Terre-Neuve et Labrador | Paul Davis        |
| 2016  | Whitehorse          | Yukon                   | Darrell Pasloski  |
| 2017  | Edmonton            | Alberta                 | Rachel Blaney     |
| 2018  | Saint Andrews       | Nouveau-Brunswick       | Brian Gallant     |
| 2019  | Saskatoon           | Saskatchewan            | Scott Moe         |
| 2022  | Victoria            | Colombie-Britannique    | John Horgan       |
| 2023  | Winnipeg            | Manitoba                | Heather Stefanson |

## Membres
- Doug Ford, premier ministre de l'Ontario, président
- Rob Lantz, premier ministre de l'Île-du-Prince-Édouard, vice-président
- François Legault, premier ministre du Québec
- Tim Houston, premier ministre de la Nouvelle-Écosse
- Susan Holt, première ministre du Nouveau-Brunswick
- Wab Kinew, premier ministre du Manitoba
- David Eby, premier ministre de la Colombie-Britannique
- Scott Moe, premier ministre de la Saskatchewan
- Danielle Smith, première ministre de l'Alberta
- Andrew Furey, premier ministre de Terre-Neuve-et-Labrador
- R. J. Simpson, premier ministre des Territoires du Nord-Ouest
- Ranj Pillai, premier ministre du Yukon
- P. J. Akeeagok, premier ministre du Nunavut